# Montesquiu (kommun i Spanien)
Montesquiu är en kommun i Spanien.   Den ligger i provinsen Província de Barcelona och regionen Katalonien, i den östra delen av landet, 500 km öster om huvudstaden Madrid. Antalet invånare är 921. Arean är 4,9 kvadratkilometer. Montesquiu gränsar till Les Llosses, Santa Maria de Besora, Sant Quirze de Besora och Sora. 
Terrängen i Montesquiu är kuperad åt nordväst, men åt sydost är den platt.